# 擦罗彝族乡
擦罗彝族乡，是中华人民共和国四川省雅安市石棉县曾经下辖的一个民族乡。2019年12月，撤销回隆彝族乡和擦罗彝族乡，设立回隆镇，以原回隆彝族乡和原擦罗彝族乡所属行政区域为回隆镇的行政区域。

## 行政区划
擦罗彝族乡撤销前下辖以下地区：
福龙村、上里村、南桠村、晏如村和海洋村。